# Собрал-де-Сан-Мигел
Собрал-де-Сан-Мигел (порт. Sobral de São Miguel)  —  район (фрегезия) в Португалии,  входит в округ Каштелу-Бранку. Является составной частью муниципалитета  Ковильян. По старому административному делению входил в провинцию Бейра-Байша. Входит в экономико-статистический  субрегион Кова-да-Бейра, который входит в Центральный регион. Население составляет 686 человек на 2001 год. Занимает площадь 22,37 км².
Покровителем района считается Архангел Михаил (порт. São Miguel). 